# José Cziffery
José Cziffery (Hungría, 31 de diciembre de 1902- Montevideo, 1965) fue un artista plástico húngaro que vivió y trabajó durante años en Uruguay.

## Biografía
José Cziffery estudió en Budapest y luego en París, y fue alumno de Henri Matisse.
En 1946 llegó a Salto enviado por Carlos Herrera Mac Lean, quien era Presidente de la Comisión Nacional de Bellas Artes para hacerse cargo de la dirección del Taller de Artes Plásticas Figari de la Asociación Cultural Horacio Quiroga que había abierto sus puertas ese mismo año.
El Taller Figari contaba con el apoyo de Enrique Amorim y daba clases José Cuneo. Cziffery estuvo a cargo del mismo durante veinte años en cual estudiaron y se formaron generaciones de alumnos. Entre los más destacados están Aldo Peralta, Lacy Duarte, César Rodríguez Musmanno, Casimiro Motta, Artigas Milans Martínez, Leandro Silva Delgado y Osvaldo Paz.
El Taller Figari atrajo también a artistas de otras disciplinas como los escritores, y entre ellos, la más destacada fue Marosa di Giorgio, poetisa que fue retratada por Cziffery en 1961.

## Obras
Pintaba siguiendo la concepción modernista del arte, donde los paisajes eran compuestos por medio de manchas de color y contornos interrumpidos.